# ابن حکینا بغدادی
حسن بن احمد بن محمّد شهرت‌یافته به ابن حِکّینا بغدادی و حریمی و لقب‌گرفته به برغوث (؟ -۱۱۳۴م)، شاعر عراقی بود که در روزگار خودش پُرآوازه بود. «نوآور» و «نازک‌سرشت» وصف شده که غزل‌ها و هجوهایی از او به جا مانده است. قاسم بن علی حریری را هنگامی که در بغداد بود، هجو نمود. بیشتر سروده‌هایش مقطعات است.